# Jastorfska kultura
Jastorfska kultura (od 600-ih pr. Kr. – oko 1. stoljeća) kultura je iz željeznog doba na prostorima današnje sjeverne Njemačke i južne Danske koja je svoje ime dobila po nalazištu Jastorf. 
Podrijetlo Jastorf kulture može se pratiti i iz nordijske kulture brončanog doba a i iz halštatske kulture, a uglavnom je bila koncentrirana u regiji oko Elbe između Magdeburga i Hamburga.
Tijekom predrimskog razdoblja keltska Latenska kultura nalazi se na jugu, a predmeti keltskog podrijetla su nađeni među nalazima. Tipični grobni nalazi su urne sa stožastim vratom i ispupčenim otvorima, kuke za remenje, kopče za diskova i željezne fibule, a i fibule za maske. Iz kasnijih rimskih vremena to područje izravno graniči s Rimskim carstvom, što se odražava na ostacima.
Smatra se da je Jastorf kultura bila germanska i kolijevka za zapadno-germanske jezike.